# Hășmaș-bjergene
Hășmaș-bjergene (rumænsk: Munții Hășmaș; ungarsk: Hagymás-hegység) er kalkstens- og sandstensmassiv beliggende i Rumænien, i gruppen Indre Østkarpater i de Østlige Karpater. De tilhører Bistrița-bjergene og grænser op til Giurgeu-bjergene mod nord, Tarcău-bjergene mod øst, Ciuc-bjergene mod syd og Harghita-bjergene mod vest.
Hășmaș-bjergene omfatter mange klipper og kløfter, såsom Bicazkløften og Panaghia-klippen. Den højeste top er Hășmașul Mare som er 1.793 moh.
I bjergene ligger Nationalparken Cheile Bicazului-Hășmaș. Der er en sø kendt som Lacul Roșu ("Den Røde sø"), der er en en naturlig dæmningssø opkaldt efter det røde ler på stedet.